# Partido de General Rodríguez
Partido de General Rodríguez är en kommun i Argentina.   Den ligger i provinsen Buenos Aires, i den centrala delen av landet, 60 km väster om huvudstaden Buenos Aires. Antalet invånare är 87 491.
Trakten runt Partido de General Rodríguez består till största delen av jordbruksmark. Runt Partido de General Rodríguez är det ganska tätbefolkat, med 120 invånare per kvadratkilometer.